# Junge Frau mit Pelerine

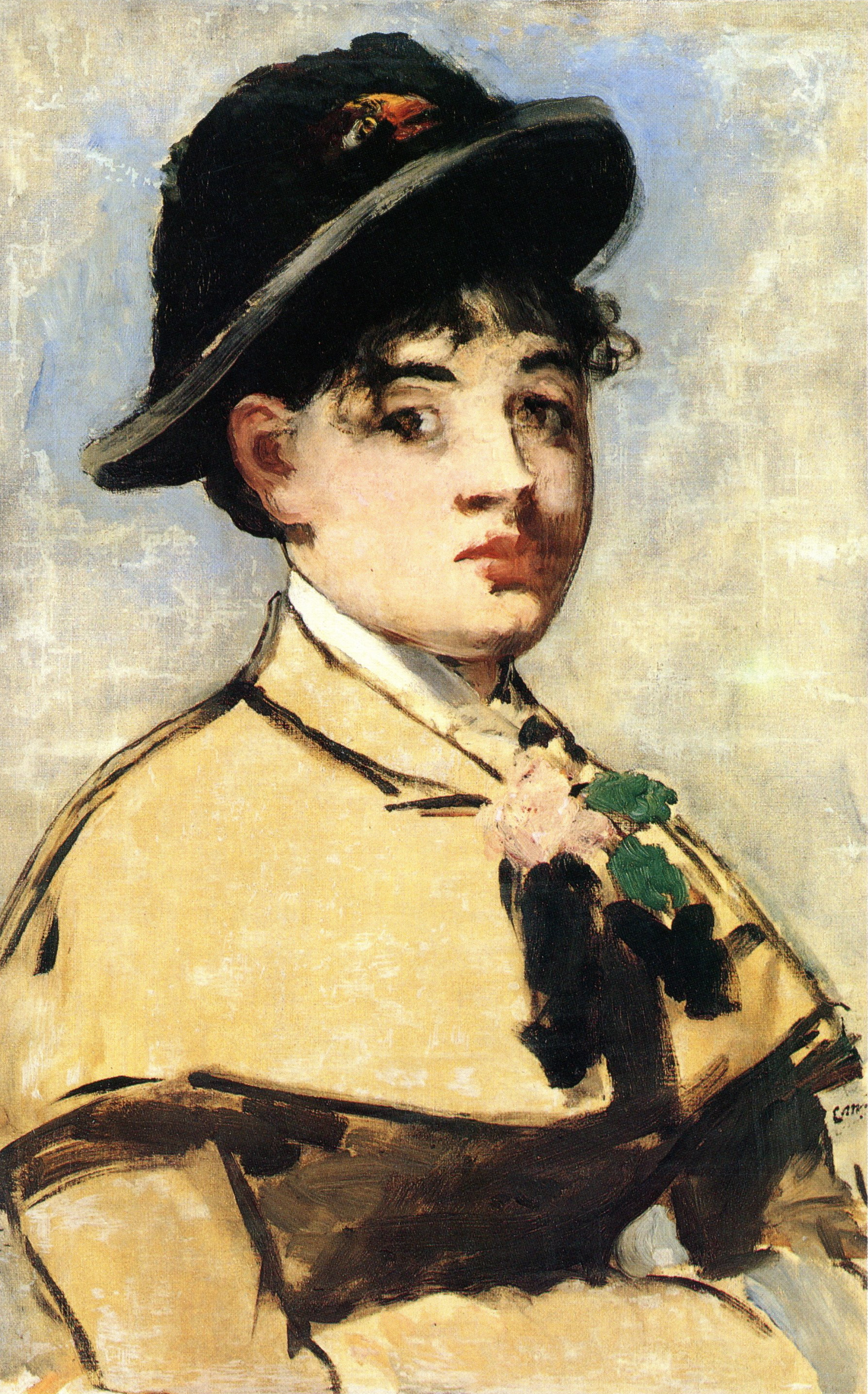
Junge Frau mit Pelerine
Édouard Manet, 1881
55 × 35 cm
Öl auf Leinwand
Musée des Beaux-Arts, Lyon

Junge Frau mit Pelerine, auch Junge Dame mit Pelerine, (französisch Jeune femme à la pèlerine) ist ein Gemälde des französischen Malers Édouard Manet. Das 1881 in Öl auf Leinwand gemalte Werk hat eine Höhe von 55 cm und eine Breite von 35 cm. Dargestellt ist die spätere Schauspielerin Jeanne Demarsy. Das Bild gehört zur Sammlung des Musée des Beaux-Arts in Lyon.

## Bildbeschreibung
Das Gemälde zeigt die etwa 16 Jahre alte Jeanne Demarsy, die einige Jahre später als Schauspielerin auf Pariser Theaterbühnen stand. In Junge Frau mit Pelerine hat er die noch mädchenhafte Frau als Brustbildnis porträtiert. Ihr Oberkörper ist etwas zum rechten Bildrand gedreht und ihr Kopf im Viertelprofil zu sehen. Sie blickt mit ihren dunklen Augen den Bildbetrachter direkt an. Eine unbekannte Lichtquelle außerhalb des Bildes scheint auf ihre rechte Gesichtshälfte, sodass ihre linke Seite teilweise im Schattenbereich liegt. Sie hat einen hellen Teint, der unterhalb der Augen eine leichte Rosafärbung aufweist. Die geschlossenen Lippen sind in einem satten Rot gemalt. Die Frisur der Dargestellten lässt die Ohren unbedeckt. Ihr dunkles Haar ist hinter dem rechten Ohr und vorn im Bereich der Stirn zu sehen. Hier reicht das leicht gelockte Haar teilweise bis über die breiten dunklen Augenbrauen. Jeanne Demarsy trägt auf dem Kopf einen runden dunklen Hut mit schmaler Krempe, an dem vorn eine kleine rotgelbe Applikation angebracht ist. 
Das Kleid der Mademoiselle Demarsy ist in einem Beigeton gehalten. Namensgebend für das Bild ist der zum Kleid gehörende Schulterumhang (Pelerine). Ein kleiner Kragen schließt das Kleid zum Hals hin ab. Darunter ist ein weißer Stoff zu erkennen, der möglicherweise zu einem Schal oder Halstuch gehört. Vor der Brust befindet sich ein schmückendes florales Arrangement mit rosa Blüte und zwei grünen Blättern. Darunter hat Manet mit breiten dunkelbraunen Pinselstrichen eine Schleife angedeutet. Während weite Teile des Bildes relativ fein ausgearbeitet sind, ist diese Schleife auffallend skizzenhaft verblieben. Der zwischen Blau-, Grau- und Beigetönen changierende Hintergrund erinnert die Autorin Viola Hildebrand-Schat an den Himmel, wodurch für sie „die Dargestellte groß, ja fast monumental“ wirkt, „obwohl sie nur als Halbfigur wiedergegeben ist“. Das Bild ist am rechten Rand unterhalb der Pelerine mit „EM“ signiert.
Für die Kunsthistorikerin Dominique Brachlianoff zeigt Jeanne Demarsy in diesem Bild einen nachdenklichen und distanzierten Ausdruck. Für sie hat die Porträtierte einen „leicht melancholischem Blick“. Die Autorin Ina Conzen hebt den „zufällig den Betrachter treffende Blick“ „in diesem zauberhaften Bildnis“ hervor. Sie sieht in Manets Porträt eine „mondäne Spaziergängerin“ die den „Typus der flotten Pariserin“ darstellt.

## Einordnung in Manets Werk
Manet hat Jeanne Demarsy mindestens in fünf Bildern porträtiert, die wahrscheinlich alle 1881 entstanden sind. Hierzu gehören die Pastellbildern Mädchen mit einem Sommerhut, Auf der Bank und Junge Frau am Meeresstrand sowie die Ölgemälde Der Frühling und Junge Frau mit Pelerine. Im Bild Der Frühling zeigt Manet Jeanne Demarsy im Profil vor einer üppigen Blumenkulisse. Es ist besonders detailliert ausgearbeitet und wurde von Manet zum Salon de Paris des Jahres 1882 eingereicht, wo es sehr gute Kritiken erhielt. Käufer des Gemäldes Der Frühling war Manets Schulfreund Antonin Proust. Der Kunsthistoriker Ronald Pickvance vermutet, Manet könnte Jeanne Demarsy durch ihn kennen gelernt haben. Möglich ist aber auch, das Manet durch seinen Malerkollegen Pierre-Auguste Renoir die Bekanntschaft mit Jeanne Demarsy machte, da beide, Renoir und Demarsy, aus Limoges stammten. Wie in Der Frühling hat Manet Mademoiselle Demarsy in Auf der Bank im Profil gemalt. In beiden Bilder wirkt sie deutlich damenhafter als in Junge Frau mit Pelerine, wo sie eher die Gesichtszüge eines Mädchens aufweist. Auffallend ist die – bis auf die Farbe – fast identische Kleidung in den Bildern Auf der Bank und Junge Frau mit Pelerine. Der Schnitt des Kleides, die Pelerine und die Schleife vor der Brust gleichen sich in den beiden Porträts. Manet scheint mit seiner Arbeit am Bild Junge Frau mit Pelerine zufrieden gewesen zu sein, worauf nicht nur die Signatur hinweist, die Manet üblicherweise nur bei fertigen Werken anbrachte. Er hat das Bild in seinem letzten Hauptwerk Eine Bar in den Folies-Bergère erneut aufgegriffen und die Figur aus Junge Frau mit Pelerine im Hintergrund in die Zuschauermenge eingefügt.

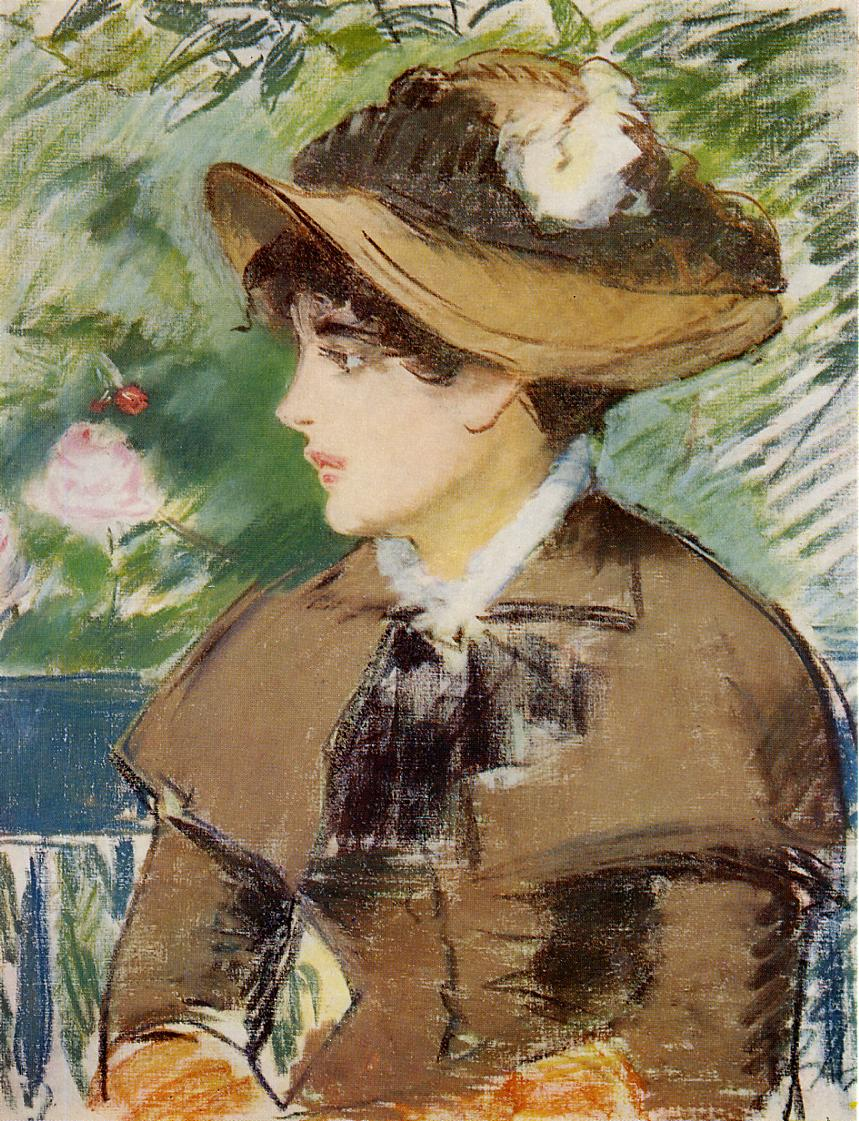
Édouard Manet: Auf der Bank, 1881
Édouard Manet: Der Frühling, 1881
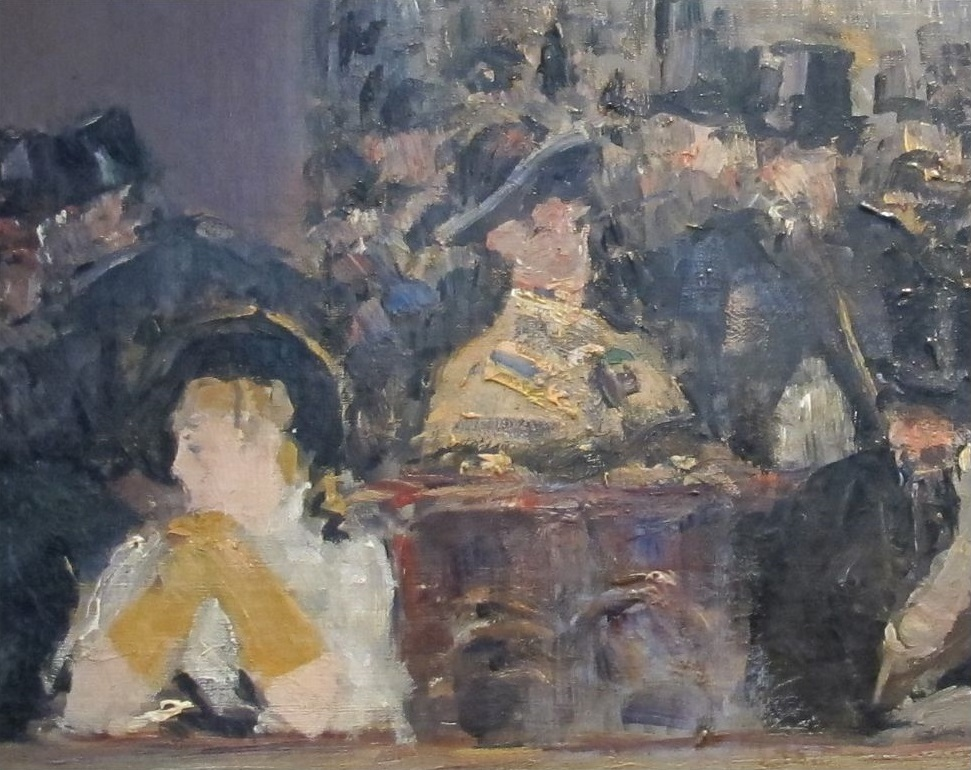
Édouard Manet: Eine Bar in den Folies-Bergère (Detail), 1881

Das Porträt der Jeanne Demarsy in Junge Frau mit Pelerine gehört zu einer ganzen Reihe von Frauenporträts, die Manet in seinen letzten Lebensjahren schuf. Viele davon führte er als Pastell aus, einige wie Junge Frau mit Pelerine in Öl auf Leinwand. Für diese Porträts wählte er häufig das Format des Brustbildes. Die Frauen in diesen Bildern waren keine Berufsmodelle, die Manet wegen ihrer fehlenden Natürlichkeit ablehnte. Stattdessen bat er Frauen aus seinem Freundes- und Bekanntenkreis in sein Atelier. Hierzu gehörten angesehene Personen wie Jeanne Guillemet (Madame Guillemet, Saint Louis Art Museum), die Inhaberin eines eleganten Modegeschäftes oder Jeanne Martin (Porträt von Jeanne Martin mit Rosen auf dem Hut, Menard Art Museum, Komaki), die Freundin des Malers Jean-Louis Forain. Manet porträtierte aber auch Halbweltdamen wie Méry Laurent (Méry Laurent mit kleinem Hut, Sterling and Francine Clark Art Institute, Williamstown), die vor allem durch ihre Beziehungen zu wohlhabenden Männer einen zweifelhaften Ruf erlangten. Diesen Frauenporträts ist meist eine besondere Liebe zum Detail bei den modischen Requisiten gemein. Manet malte in diesen Bildern weniger Porträts der Dargestellten, sondern versuchte die typische Pariserin seiner Zeit in ihrer eleganten Aufmachung festzuhalten.

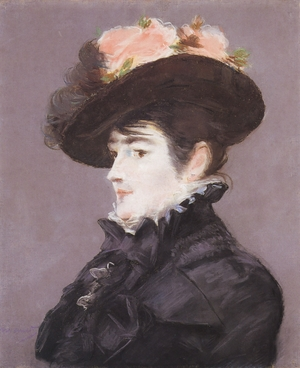
Édouard Manet: Porträt von Jeanne Martin mit Rosen auf dem Hut, 1881
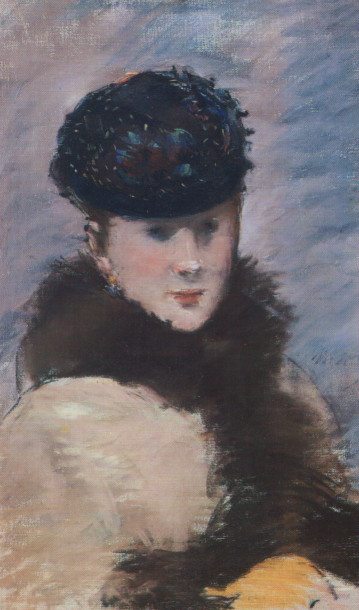
Édouard Manet: Méry Laurent mit kleinem Hut, 1882
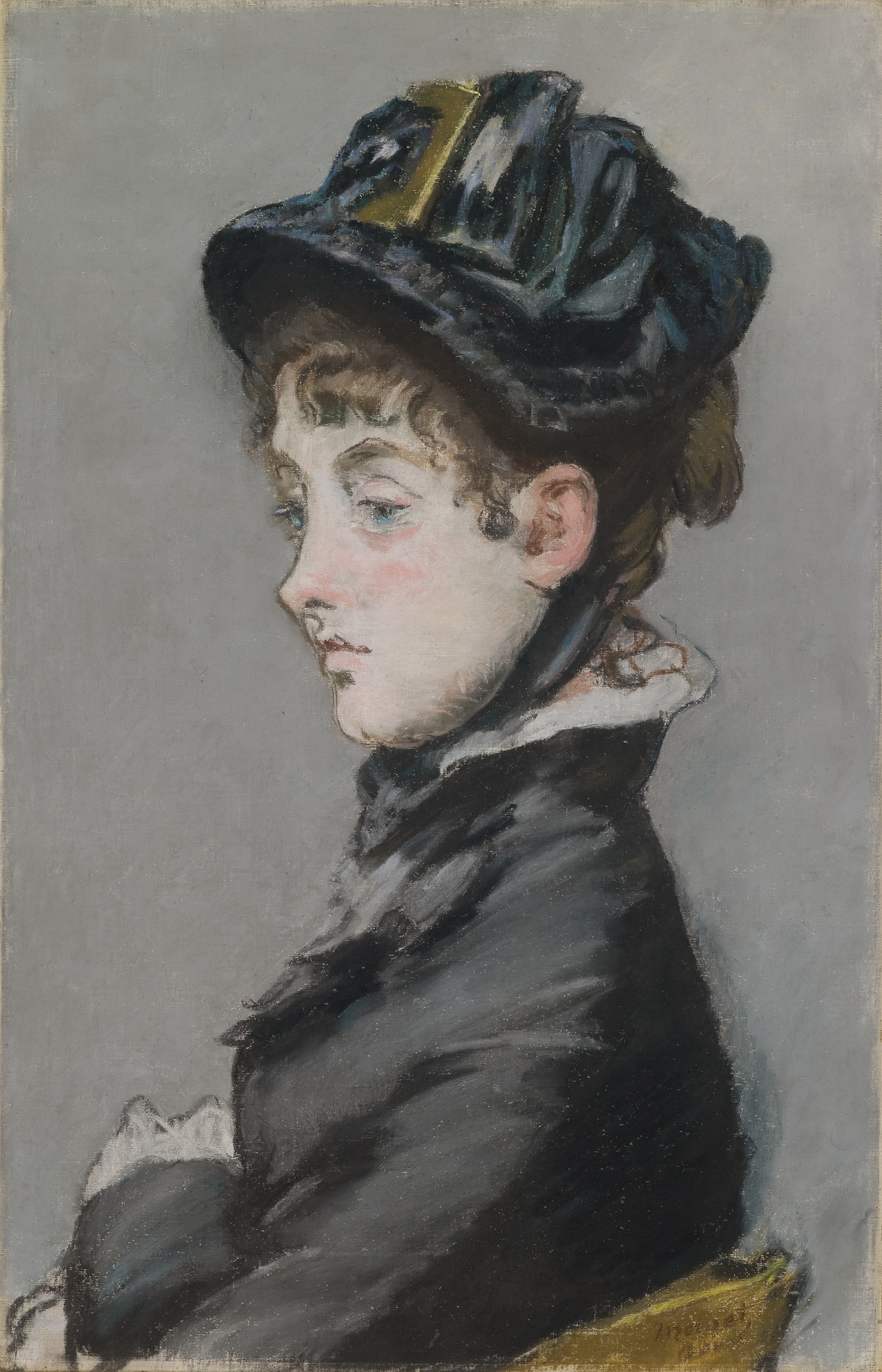
Édouard Manet: Madame Guillemet, 1880

## Provenienz
Das Gemälde war bis zu Manets Tod in seinem Besitz. Bei Manets Nachlassauktion am 4. und 5. Februar 1884 im Auktionshaus Hôtel Drouot kam es als Nummer 22 zur Versteigerung und ging für 550 Franc an den Maler Pierre Eugène Grandsire. Danach gelangte das Bild in den Besitz des Kunstsammlers Comte Armand Doria. Bei der Auktion der Sammlung Doria am 4. und 5. Mai 1899 in der Galerie von Georges Petit (Los Nummer 188) erwarb es der Kaufhausbesitzer Ernest Cognacq. Zusammen mit seiner Frau vermachte er der Stadt Paris den Großteil seiner Kunstsammlung, die heute im Musée Cognacq-Jay ausgestellt wird. Nicht zu dieser Stiftung gehörte das Gemälde Junge Frau mit Pelerine, das sein Neffe Gabriel Cognacq erbte. Er lieh das Bild 1934 zur Kunstausstellung Biennale in Venedig aus. Nach dem Tod von Gabriel Cognacq wurde seine Kunstsammlung (Junge Frau mit Pelerine als Los Nummer 44) am 14. Mai 1952 in der Galerie Charpentier versteigert. Der nächste Besitzer war der Diamantenhändler und Kunstsammler Myran Eknayan, der im Pariser Vorort Neuilly-sur-Seine lebte. Nach seinem Tod vermachte er seine Kunstsammlung der ehemaligen Schauspielerin Jacqueline Delubac, die er erst wenige Jahre zuvor geheiratet hatte. Delubac hinterließ das Bild schließlich dem Musée des Beaux-Arts in Lyon, wo es zusammen mit anderen Werken der Sammlung Eknayan und Bildern ihrer eigenen Kunstsammlung ausgestellt wird.